# Xã Cheshire, Quận Gallia, Ohio
Xã Cheshire (tiếng Anh: Cheshire Township) là một xã thuộc quận Gallia, tiểu bang Ohio, Hoa Kỳ. Năm 2010, dân số của xã này là 1.002 người.